# 伏波山摩崖造像及石刻
伏波山摩崖造像及石刻位于中国广西桂林市区中部偏东北伏波公园内，属于桂林石刻全国重点文物保护单位其中一处文物点。桂林石刻2001年6月25日列為第五批全國重點文物保護單位。

## 摩崖造像
伏波山造像遗存于伏波山还珠洞和千佛岩等处，洞中有造像50龛278尊（部分头部为现代后补）。造像题材多为单尊佛、一佛二菩萨，另有双佛、一佛二弟子二菩萨、一佛二弟子二菩萨二力士、千佛等。伏波山的摩崖造像时代略晚，时代主要是中唐及其以后，亦即宣宗复法以后所凿。从整体风格来看，伏波山还珠洞、千佛岩两处造像有所区别。还珠洞造像以大中型龛为主，造像丰腴饱满。千佛岩则是以小型龛为主，造像龛层叠密集，造像大小不一，其中以第13龛、第14龛有纪年观音像为代表，造像奇特，装饰繁缛。第14龛为唐宣宗大中六年（852年）宋伯康造观音像，第13龛为咸通四年（863年）观音像。伏波山第2龛、第38龛为菩提瑞像施降魔印，此类题材较为少见。

## 摩崖石刻
摩崖石刻中较著名的有宋代张洵、尚用之等五人《蒙亭唱和诗》，范成大《桂林鹿鸣宴诗》，朱希颜、章砚、方信孺、曾宏正等人的纪游诗，和米芾自画像及清代李秉绶的《兰竹图》等。
米芾自画像石刻上题写“潘景纯 米黻 熙宁七年五月晦日同游”，是北宋大书法家米芾与友人潘景纯游览伏波山还珠洞后所题写的。多年以后，文人方信孺游览还珠洞时发现了米芾这一题刻，异常兴奋。正巧当时收藏了这幅自画像的米芾曾孙米秀实在静江府任职，于是方信孺将画像借出，摹刻在了米芾题名的右侧。米芾的传世作品非常稀有，在还珠洞内，不仅能见到米芾的题刻，还能见到米芾的自画像。

## 保护
2001年6月25日，桂林石刻列為第五批全國重點文物保護單位。
2017年1月1日，桂林市颁布施行了《桂林市石刻保护条例》。